# El Gayato
El Gayato fou un periòdic satíric que es va publicar a València entre la primavera i l'estiu de 1915. Amb publicació setmanal, tractava dviersos temes de la ciutat de València fent servir un to molt humorístic, seguint les indicacions de la seva capçalera periòdic impolític, sense porqueries i amb moltes veritats. Hi van col·laborar autors com Enric Blay, Ramón Díaz, Manuel Millàs, Francesc Ombuena i Constantí Piquer. Estava dirigit per Gaspar Thous, també fundador de El Palleter.